# Little River (tillflöde till Little Shuswap Lake)
Little River är ett vattendrag i Kanada.   Det ligger i provinsen British Columbia, i den södra delen av landet, 3 300 km väster om huvudstaden Ottawa.
I omgivningarna runt Little River växer i huvudsak barrskog. Runt Little River är det mycket glesbefolkat, med 3 invånare per kvadratkilometer.